# Autobiografia di Thomas Jefferson
L'Autobiografia di Thomas Jefferson è una raccolta di scritti autobiografici redatti in diversi periodi della sua vita.

## Genesi
Gli scritti da cui è tratta l'opera sono:
- Memorie (1821): Si tratta del testo più noto e completo, scritto quando Jefferson aveva 77 anni. In esso, ripercorre la sua vita fino al 1793, soffermandosi in particolare sul periodo della Rivoluzione Americana e sulla stesura della Dichiarazione di Indipendenza.
- Appunti autobiografici (1825): Brevi annotazioni che coprono l'intera sua vita, fornendo informazioni su eventi e personaggi che non sono stati trattati nelle Memorie.
- Lettere (Varie date): La vasta collezione di lettere di Jefferson offre spunti autobiografici, fornendo informazioni sulle sue opinioni, idee e attività in diversi periodi della sua vita.

## Contenuto
L'Autobiografia non è un racconto cronologico lineare della vita di Jefferson. Si concentra su eventi e periodi specifici che l'autore ha ritenuto particolarmente significativi. Si concentra principalmente sulla carriera politica di Jefferson e sul suo ruolo nella storia americana. La sua vita privata e le sue relazioni personali sono trattate solo marginalmente. Scrive con uno stile chiaro, conciso e preciso, tipico del suo carattere razionale e analitico ed offre una visione personalizzata della storia americana, con Jefferson che si presenta come un protagonista chiave degli eventi che hanno portato alla fondazione degli Stati Uniti.

### Temi
- La difesa della libertà e dei diritti individuali: Jefferson si presenta come un campione della libertà e dei diritti individuali, valori che considera fondanti della Repubblica americana.[3]
- L'importanza dell'educazione: Jefferson era un convinto sostenitore dell'educazione pubblica, che considerava fondamentale per la crescita e la prosperità della nazione.[4]
- Il ruolo del governo: Jefferson auspicava un governo limitato nei suoi poteri, che non interferisse nella vita privata dei cittadini e che si limitasse a garantire la loro sicurezza e il loro benessere.[5]
- Il rapporto tra uomo e natura: Jefferson era un profondo ammiratore della natura e credeva che l'uomo dovesse vivere in armonia con essa.[6]

L'Autobiografia di Thomas Jefferson è un documento storico di grande valore, che offre una preziosa testimonianza sulla vita e le idee di uno dei padri fondatori degli Stati Uniti. È anche un'opera letteraria di pregio, che si distingue per la sua chiarezza, precisione e forza di argomentazione.

## Critiche
L'Autobiografia è naturalmente soggettiva e rispecchia la visione di Jefferson su di sé e sugli eventi storici a cui ha partecipato, inoltre non fornisce un quadro completo della vita di Jefferson, tralasciando aspetti importanti della sua sfera privata e delle sue relazioni personali.